# Amarsi un po'/Sì, viaggiare
Amarsi un po'/Sì, viaggiare è il 19º singolo di Lucio Battisti, pubblicato nel marzo 1977 dalla casa discografica Numero Uno (Catalogo: ZBN 7004 - Matrici: GKAS 29527/GKAS 29528) per le edizioni musicali Acqua azzurra.

## Descrizione
Il singolo fu pubblicato in concomitanza con l'uscita dell'album Io tu noi tutti. Entrambi i brani sono stati composti per le musiche da Lucio Battisti e per i testi da Mogol. A differenza di Amarsi un po' che anche nel 45 giri ha la stessa durata dell'album, Sì viaggiare ha una durata inferiore, infatti nell'album ha una durata di 6 minuti e 4 secondi. I brani vengono pubblicati anche per il mercato statunitense, con i titoli To Feel in Love (Amarsi un po') e Keep on Cruising (Sì viaggiare).

## Tracce
Lato A
1. Amarsi un po' – 5:07 (testo: Mogol – musica: Lucio Battisti; edizioni musicali Acqua azzurra)

Lato B
1. Sì viaggiare – 4:10 (testo: Mogol – musica: Lucio Battisti; edizioni musicali Acqua azzurra)

## I brani

### Amarsi un po'
È stata reinterpretata da un gran numero di artisti. Tra questi:
- Ornella Vanoni (album Ornella &..., 1986)canzoni
- Tomato (album Tomato, 1992)
- Lorella Cuccarini (album Voci, 1993)
- Gatto Panceri (album Succede a chi ci crede, 1993)
- Roberto Giordano e Stefania Caracciolo (album Le canzoni con Battisti-2, 1999)
- Tiziana Ghiglioni (album A Lucio Battisti da Tiziana Ghiglioni, 2000)
- Beans (album I Beans cantano Battisti, 2001)
- Bruno Conte (album Bruno Conte interpreta Battisti, 2001)
- Danny Losito (album Emozioni dal vivo, 2004)
- Svetlana Tchernykh (in russo album Черных поёт Баттисти)

Nel 1984 ha dato il nome al film Amarsi un po'..., diretto da Carlo Vanzina e interpretato da Claudio Amendola, Tahnee Welch e Virna Lisi. Nel 2017 ha dato il nome a un episodio della seconda stagione della serie televisiva statunitense Master of None, che comprende la canzone nella colonna sonora; a detta degli autori, la canzone è diventata «un punto di riferimento per tutta la stagione» e l'episodio ha ricevuto una nomination all'Emmy Award per la miglior direzione musicale.
Nel 2012 il brano viene portato sul palco dell'Ariston durante il 62º Festival di Sanremo in una versione a duetto tra Noemi (cantante in gara nell'edizione 2012 della kermesse) e Sarah Jane Morris (duettante nella serata dedicata ai duetti internazionali). Il brano viene diretto dal maestro Enrico Melozzi; gli arrangiamenti sono di Noemi ed Enrico Melozzi.

### Sì, viaggiare
La canzone venne presentata da Mogol in anteprima televisiva alla prima puntata di Discoring del 20 febbraio 1977. Dopo aver ascoltato il lato B integralmente, venne presentato anche un pezzo del lato A. 
La cantante Svetlana Tchernykh incide in russo una cover del brano dal titolo Разъезжая.

### Musicisti
- Lucio Battisti: voce, chitarra
- Mike Melvoin: tastiera e sintetizzatore
- Michael Boddicker: sintetizzatore e programmazione
- Ray Parker Jr.: chitarra
- Dennis Budimir: chitarra
- Danny Ferguson: chitarra
- Scotty Edwards: basso
- Jim Hughart: basso
- Ed Greene: batteria
- Hal Blaine: batteria
- Ivan Graziani: chitarra
- Hugh Bullen: basso
- Walter Calloni: batteria
- Claudio Maioli: tastiera

## Classifiche
Il singolo raggiunse il primo posto della classifica italiana e fu il più venduto dell'anno. 

### Massime posizioni
| Paese  | Posizione raggiunta |
| ------ | ------------------- |
| Italia | 1                   |

### Classifiche di fine anno
| Anno | Paese  | Posizione raggiunta |
| ---- | ------ | ------------------- |
| 1977 | Italia | 1                   |

### Andamento nella classifica italiana
| Italia (Top 10) | Italia (Top 10) | Italia (Top 10) | Italia (Top 10) | Italia (Top 10) | Italia (Top 10) | Italia (Top 10) | Italia (Top 10) | Italia (Top 10) | Italia (Top 10) | Italia (Top 10) | Italia (Top 10) | Italia (Top 10) | Italia (Top 10) | Italia (Top 10) | Italia (Top 10) |
| Settimana       | 01              | 02              | 03              | 04              | 05              | 06              | 07              | 08              | 09              | 10              | 11              | 12              | 13              | 14              | 15              |
| --------------- | --------------- | --------------- | --------------- | --------------- | --------------- | --------------- | --------------- | --------------- | --------------- | --------------- | --------------- | --------------- | --------------- | --------------- | --------------- |
| Posizione       | 5               | 4               | 4               | 4               | 1               | 1               | 1               | 1               | 1               | 1               | 1               | 1               | 2               | 3               | 4               |

## Riepilogo versioni ed incisioni
| Anno | Canzone         | Interprete     | Album di provenienza    |
| ---- | --------------- | -------------- | ----------------------- |
| 1977 | Amarsi un po'   | Lucio Battisti | Io tu noi tutti         |
| 1977 | Sì viaggiare    | Lucio Battisti | Io tu noi tutti         |
| 1977 | To Feel in Love | Lucio Battisti | Images                  |
| 1978 | Sì viaggiare    | Mina           | Mina Live '78           |
| 1986 | Amarsi un po'   | Ornella Vanoni | Ornella &...            |
| 2006 | Sì viaggiare    | Nek            | Innocenti evasioni 2006 |
| 2008 | Sì viaggiare    | Musica Nuda    | 55/21                   |